# Ђавоља варош
Ђавоља варош је скуп земљаних главутака или кула на чијим врховима се налазе камене капе (блокови, андезитске купе). Има их више од две стотине, високе су од два до петнаест метара, а широке од пола до три метра. Ђавоља варош је ретки природни феномен који се налази на Радан планини у атару села Ђаке, у близини Куршумлије, око 90 km југозападно од Ниша. Чине је 202 камене фигуре које су настале дуготрајним и стрпљивим радом природе. Смештене су у две јаруге (Ђавоља јаруга и Паклена јаруга), које су подељене вододелницом, чији се завршни делови спајају у ерозивну челенку.
Овај споменик културе чине два, у свету ретка природна феномена: земљане фигуре, као специфични облици рељефа и два извора јако киселе воде са високом минерализацијом.
Ђавоља варош је била најбоље пласирани европски кандидат у својој категорији, као један од 77 кандидата за седам светских чуда природе, а још је значајније што је у трци била све до последњег гласања које се завршило у лето 2010. године.
Стављен је под заштиту још 1959. године, а 1995. године Ђавоља варош је Уредбом Владе Републике Србије проглашена за природно добро од изузетног значаја и стављена је у прву категорију заштите као споменик природе Специјални резерват природе Косаница—Ђавоља варош.

## Настанак
Камени стубови су настали деловањем ерозије на земљиште састављеног од растреситог, али чврстог материјала на коме се налази камење веће величине. Пре више милиона година цело подручје је било средиште снажних вулканских активности, о чему и данас сведоче разнобојне стене у залеђу стубова. Међутим, појава је настала релативно касно, чијем су настанку највише допринели људи. Уништавајући шуму, отворили су пут разорном деловању воде, при чему су крупни комади стена штитили дубље и мекше слојеве земље од удара кишних капи и спирања водом. У тој првој етапи радом кише и ерозијом, урушава се земљиште, сем испод стена, које својом тежином спречавају његово даље осипање. Тако настају пирамиде и/или куле. Камени блокови на врховима стубова служе као кишобран, али водене бујице и даље пролазе између фигура, спирају земљу и чине да временом постају све више. Та појава спада у другу етапу која се састоји у „финалној обради“. Наиме, дејством природних сила, пирамиде и куле се још више истањују, тако да на крају остају правилни стубови са каменим капама. Овај ерозивни процес траје вековима, а фигуре се током тог процеса образују, расту, мењају, скраћују, постепено нестају и поново стварају.

## Јединственост
Овај геоморфолошки феномен је јединствен у Србији и врло редак у свету. У Европи има сличних појава у Алпима, као и у САД, позната „Башта богова“. Али куле Ђавоље вароши су знатно веће и постојаније него на другим локалитетима, па су самим тим најпознатији природни споменик ове врсте у Европи. До Ђавоље вароши се стиже из општина Куршумлија, Бојник и Лебане, али је најлакши и најлепши начин планинарењем из Лебана.
Ђавоља варош је сврстана у Седам српских чуда, категорија историјских и културних споменика Србије, као и седам природних места, одабраних у акцији Политикиног додатка „Магазин“ и Туристичке организације Србије.

## Статус
Овај вредан локалитет стављен је под заштиту још 1959. године, а 1995. године Ђавоља варош је Уредбом Владе Републике Србије проглашена за природно добро од изузетног значаја и стављена је у прву категорију заштите. Укупно је заштићено 67 ha површине, а код владе РС се налази захтев за заштиту 1014 ha.
Старалац о Споменику природе Ђавоља варош је Планинка а. д., улица Косовска 38, Куршумлија, Србија.

## Народне легенде
У народу су током протеклих векова испредене бројне легенде о настанку овог јединственог феномена.
По једном народном предању реч је о скамењеним сватовима, где су људи по налогу Нечастивог пили ђавољу воду са ова два извора и решили да по сваку цену венчају рођеног брата и сестру, заборавивши на родбинске односе. Да се то не би догодило, умешала се Божија сила која их је све окаменила и оставила да сведоче да ниједан грех неће проћи без казне.
По другом народном предању, сличном првом..Богатац неки у Горњој Топлици вазда зебао за своју богатију и по глави пребирао како би је сачувао да се не разврши. Умовао и расуђивао на сваку руку: ма ничему се не досетио, већ најпосле упитао нечастиве да га они светују шта му је чинити. Ђаволи ка оно ти ђаволи реку му да уда своју кћер за свог сина, па ће му сав мал уцело останути. Послуша и` несретник, сакупи свате, крене се с младенцима цркви, кад у путу сви се у трен скамене поради грехотна намеренија. Ондак се у сваки кам стани по један нечастиви и на том месту постане Ђавоља варош.
Постоји и нешто другачија митопоетска објашњења ове занимљиве природне реткости...Овде се у далекој прошлости, налазило добро утврђено насеље. Читавим крајем је владао зли ага, чији зулум није поштедео никога. Народ је мислио да има везе са самим Ђаволом. Због непокорности раје, страшни ага се наљутио, сакупио силну војску и порушио град, а његове становнике претворио у камене фигуре.
Да је реч о месту где царује мистика потврђују приче о црвеној води, а заправо је реч о води која спира вегетацију са падине и која је због примеса руде гвожђа црвенкасте боје. У овом делу Србије, у средњем веку, било је мноштво рудника гвожђа, о чему сведоче и два окна у непосредној близини Ђавоље вароши.

## Туристички комплекс
Данас се Ђавоља варош налази унутар Туристичког комплекса где се налази више етно крчми и рибњака као и Пролом Бања и Луковска Бања. Поред земљаних кула који су главна атракција, налазе се и окна саских рудника из 13. века, а могу се видети и са леве и десне стране. Саси су били познати као врсни рудари, те су их српски владари изнајмљивали у већини старих рудника на подручју Србије. У комплексу Ђавоља варош је истражено једно рударско окно чија је дужина неких 800 метара. Стаза даље пролази поред првог извора минералне воде - Црвеног врела, и даље води до првог видиковца са којег се виде земљане фигуре. Десно од првог видиковца, налази се и други виши видиковац. Најближе што се може прићи фигурама су управо ова два видиковца, која гледају на земљане фигуре, настале утицајем ерозије воде и ветра. Одатле се стаза враћа назад на полазну тачку. Стаза пролази још поред цркве Св. Петке из 13. века (у фази реконструкције 2010). До саме Ђавоље вароши направљен је асфалтни пут, а сам туристички комплекс је електрификован и прилагођен туристима. До земљаних кула долази се пешачењем, а около земљаних кула постављени су видиковци са којих се посматрају земљине куле. Земљане куле осветљене су по технологији лед диода са 28 различитих боја.
На 2 km од природног споменика Ђавоља варош, поред Жутог потока, налази се етно крчма Два амбара.

## Галерија
- Ђавоља варош
- Ђавоља варош
- Изглед земљаног главутка
- Улаз у Туристички комплекс
- Мапа туристичког комплекса
- Ђавоља варош
- Црвено врело у комплексу Ђавоље вароши
- Црвено врело у комплексу Ђавоље вароши
- Рударско окно у комплексу Ђавоље вароши
- Туристи у комплексу Ђавоље вароши
- Ђавоља варош
- Ђавоља варош
- Шарени даждевњак снимљен у парку Ђавоља варош
- Криво дрво